# Thea Hvistendahl
Pour les articles homonymes, voir Hvistendahl.
Thea Hvistendahl, née en 1989, est une réalisatrice et scénariste norvégienne.

## Biographie
Thea Hvistendahl a réalisé plusieurs courts métrages et a fait ses débuts au cinéma en 2017 avec le film Adjø Montebello (no) [Au revoir Montebello]. Son deuxième long métrage, Håndtering av udøde [La Gestion des morts-vivants], est prévu pour sortir en 2024 et sera présenté en première européenne au Festival du film de Göteborg.

## Filmographie partielle

### Au cinéma
- 2013 :  Deg og meg, mamma  (court métrage)
- 2015 :  Kaja Gunnufsen - Faen Ta  (court métrage)
- 2017 : Adjø Montebello (no)
- 2018 :  Virgins4lyfe  (court métrage)
- 2019 :  Satans Barn  (court métrage)
- 2020 : Cramps  (court métrage)
- 2024 : Håndtering av udøde

### Clips musicaux
- 2016 : Den Islamske Elefanten de Karpe Diem
- 2021 : body and mind de girl in red

## Récompenses et distinctions
- (en) Thea Hvistendahl: Awards, sur l'Internet Movie Database